# 上田万由子
上田 万由子（うえだ まゆこ、1975年10月17日 - ）は、元TOKYO FM 報道・情報センターのアナウンサー。現在は、フリーランス。

## 経歴
- 2000年4月から柴田玲に代わりTOKYO FMの「立花裕人のMORNING FREEWAY」の女性DJを1年間つとめる。番組内では「上田万由子の朝食クッキング」などを担当する。
- 2001年4〜6月には出産のため番組を一時降板したせがわきりに代わって「RADIO MAGAZINE WHAT'S IN?」のDJ（番組上では編集長と呼んでいる）を担当する。
- 2002年4月より東京MXテレビ「モーニングTOKYO フライデー」で、高柳恭子とともにキャスターとして出演し、2003年4月からリニューアルされた「TOKYOモーニングサプリ」では木曜日に出演する。そして、2004年4月から金曜日担当となる。
- 2004年4月からは土曜朝のワイド番組「Green Wind」（DJ:古川タロヲ）を担当し、引き続き2005年4月からの「Kamasami Kong Show」でも同様に出演。
- 2006年4月、東京MXテレビ報道制作部を兼務。2006年7月、TOKYO FMに籍を置きながら東京MXテレビのアナウンサーとなる。
- 2009年6月28日放送の「MUSIC ARK」最終回並びに3日後の7月1日付けのブログで、妊娠7カ月であることを発表する。これにより同年7月、MXへの出向が解除となりTOKYO FM単籍に復帰。
- 同時に同年7月末より産休・育児休暇入りし、同年10月4日に第1子（長女）を出産。その間もMXのアナウンサーブログには引き続き記事を執筆してきたが、同年12月にプロフィールやこれまでの記事が全て削除された。2010年10月、TOKYOFMに仕事復帰。

## 人物
- 小学校3年生から高校生までNHK東京放送児童劇団に所属し、「さわやか3組」などの番組への出演歴がある[1]。
- 高校2年の1年間はアメリカ合衆国ノースカロライナ州で過ごす。筑波大学附属小学校、筑波大学附属中学校・高等学校、日本大学藝術学部映画学科卒業。血液型はB型。
- 2008年7月26日に結婚し結婚式を挙げたことを4日後の7月30日付けのブログで発表した。

## 現在の出演番組
- Tokyo Disney Resort Now（毎週土曜日12:55〜13:00）

## 過去の主な出演番組

### TOKYO FM
- APPLI THE WORLD （2012年1月 - 10月 ）
- 明日に架ける橋（2012年4月 - 9月 ）
- Kamasami Kong Show（2005年4月 - 2006年3月）
- RADIO MAGAZINE WHAT'S IN?
- JACK IN THE MUSIC BOX
- TRUSSARDI Ciao a Tutti
- Green Wind
- 食彩桃源郷
- MUSIC ARK（2005年10月2日 - 2009年6月28日）

### TOKYO MX
- TOKYOモーニングサプリ（金曜日担当 7:00〜8:30）
- network live（土曜 19:00〜20:30）
- 5時に夢中!（2006年4月3日 - 2009年7月23日、月〜木曜日（一時期金曜日も）担当 17:00〜17:55）